# Vestine (cràter)
Vestine és un cràter d'impacte fortament erosionat de la cara oculta de la Lluna, situat just més enllà del terminador nord-est. Es troba al sud-oest de la gran plana emmurallada de Harkhebi, i al nord-oest de la parella de cràters formada per Maxwell i Richardson.

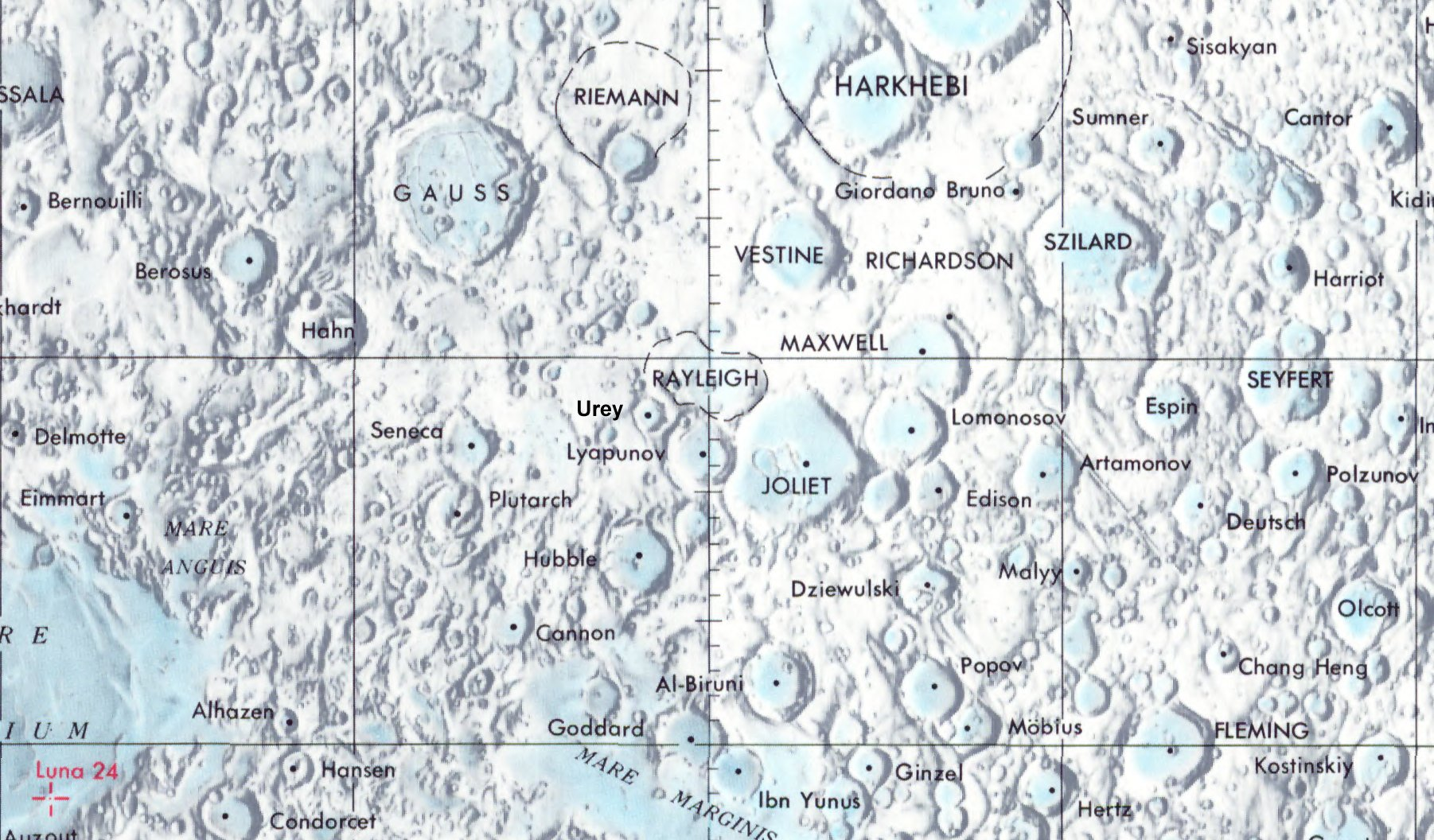
Localització de Vestine (centre de la imatge)
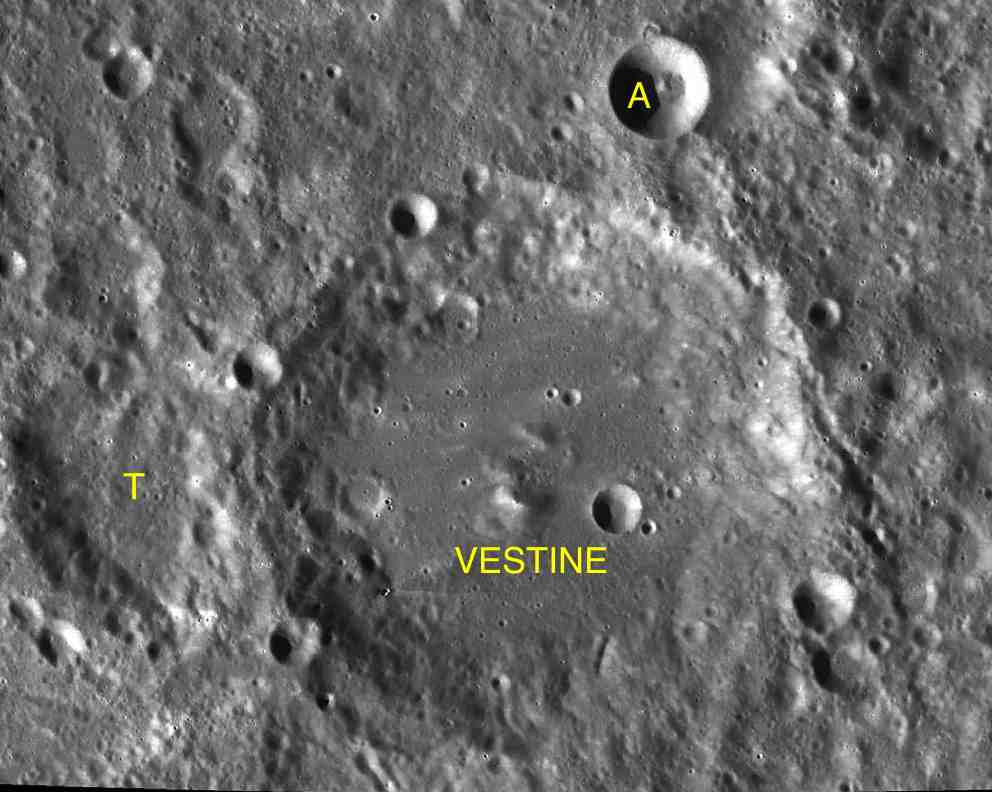
Cràters satèl·lit

La vora exterior d'aquest cràter és una cresta irregular situada al voltant del sòl interior. El petit cràter satèl·lit Vestine A es troba a través de la vora nord. Vestine cobreix la meitat oriental del cràter Vestine T, una formació més antiga i una mica més petita. El sòl interior té una cresta central arrodonida amb un petit cràter situat just a l'est.

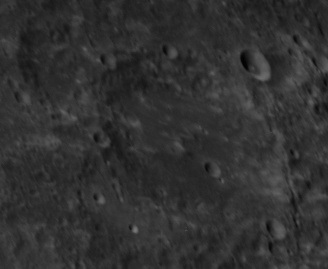
Fotografia de la missió Apollo 14
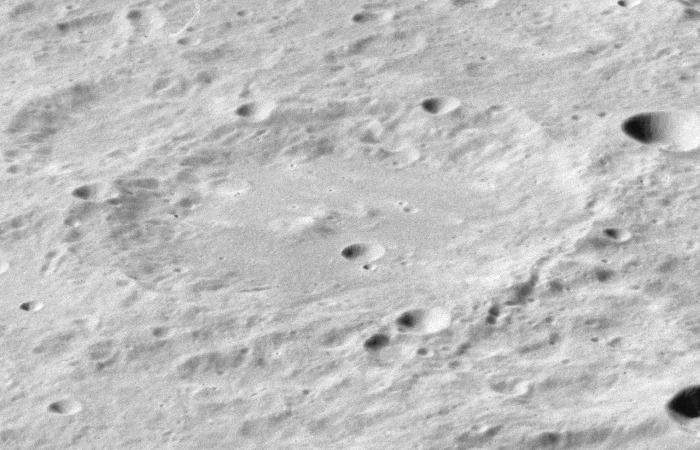
Fotografia de la missió Apollo 16

Abans de rebre la seva denominació formal el 1970 per decisió de la UAI, era conegut amb el nom de Cràter 111.

## Cràters satèl·lit
Per convenció aquests elements són identificats en els mapes lunars posant la lletra en el costat del punt central del cràter que està més proper a Vestine.
| Vestine | Coordenades                          | Diàmetre |
| ------- | ------------------------------------ | -------- |
| A       | 36° 12′ N, 94° 48′ E / 36.2°N,94.8°E | 17 km    |
| T       | 33° 54′ N, 91° 06′ E / 33.9°N,91.1°E | 49 km    |